# Шулсбург (Висконсин)
Шулсбург (енгл. Shullsburg) град је у америчкој савезној држави Висконсин.

## Демографија
По попису из 2010. године број становника је 1.226, што је 20 (-1,6%) становника мање него 2000. године.
| Група             | 2000.         | 2010.         |
| Белци             | 1.240 (99,5%) | 1.185 (96,7%) |
| Афроамериканци    | 0 (0,0%)      | 4 (0,3%)      |
| Азијати           | 2 (0,2%)      | 3 (0,2%)      |
| Хиспаноамериканци | 0 (0,0%)      | 29 (2,4%)     |
| Укупно            | 1.246         | 1.226         |